# Museo regionale di Dachau
Il Museo regionale di Dachau (in tedesco Bezirksmuseum Dachau) si trova nell'omonimo comune del circondario di Dachau nella Baviera, Germania. Il museo ha sede in un edificio storico del XVIII secolo (monumento del patrimonio culturale bavarese) ed è stato fondato nel 1905.

## Storia

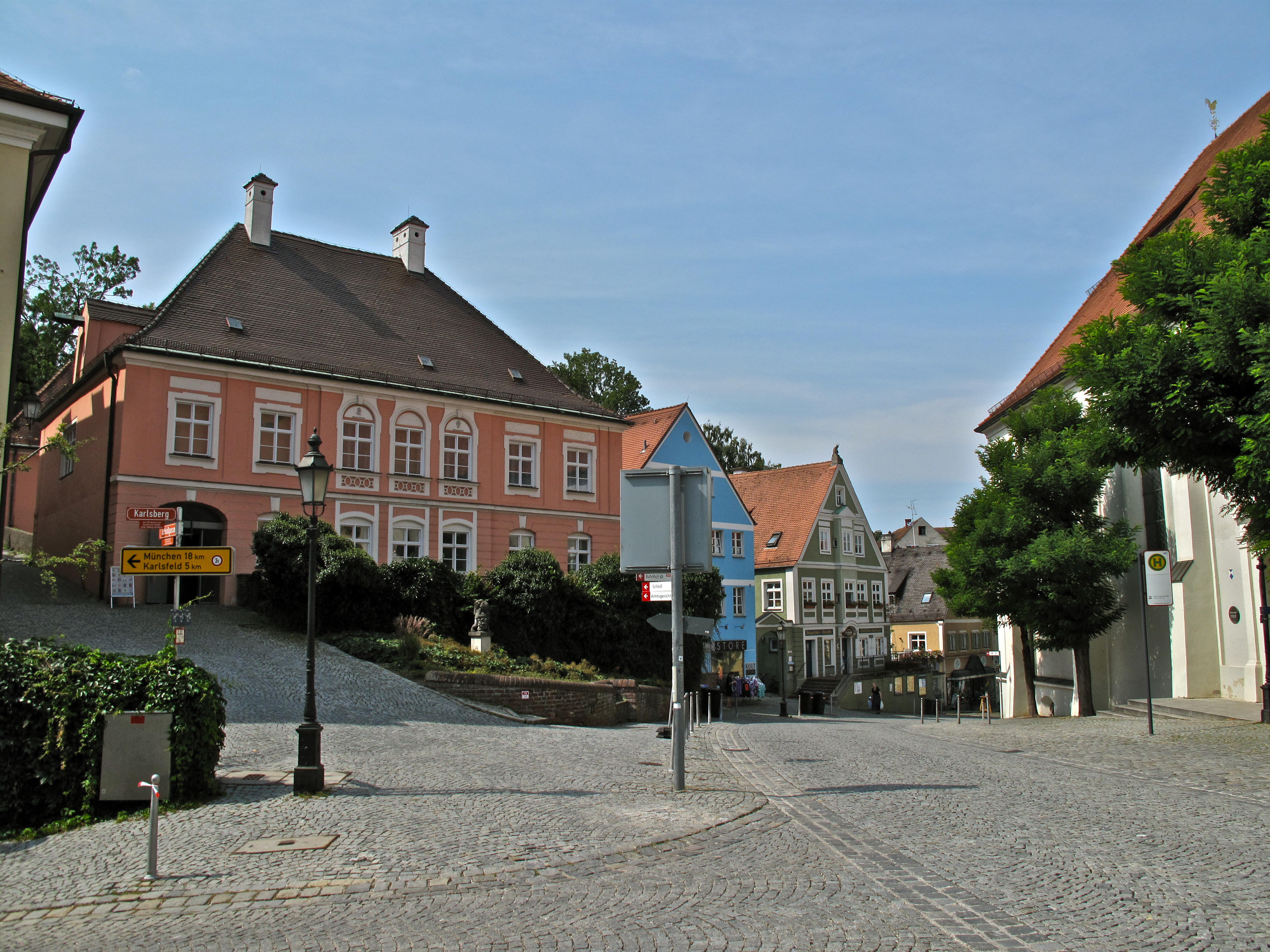
Centro cittadino col museo e gli edifici in Konrad Adenauer Straße

La prima sede del museo regionale di Dachau, fondato nel 1905, fu ospitata nel castello di Dachau e in quel periodo il suo nome fu Heimatmuseum. Il materiale che raccoglieva riguardava la storia culturale del distretto di Dachau raccolto in molti anni dall'associazione museale e l'esposizione fu messa così a disposizione del pubblico. All'inizio degli anni settanta del XX secolo l'associazione museale intraprese un importante lavoro di sviluppo e poi, in collaborazione con l'associazione delle gallerie e dei musei di Dachau che venne fondata nel 1981, il museo è stato riaperto nel 1987 nella nuova sede, l'ex ufficio castale del tribunale regionale di Dachau, un edificio storico della fine del XVIII secolo di fronte alla chiesa parrocchiale di San Giacomo. La gestione del museo da quel momento è stata affidata all'Associazione Gallerie e Musei di Dachau. Nel 2005 l'edificio storico è stato ristrutturato e parzialmente riarredato.

## Descrizione

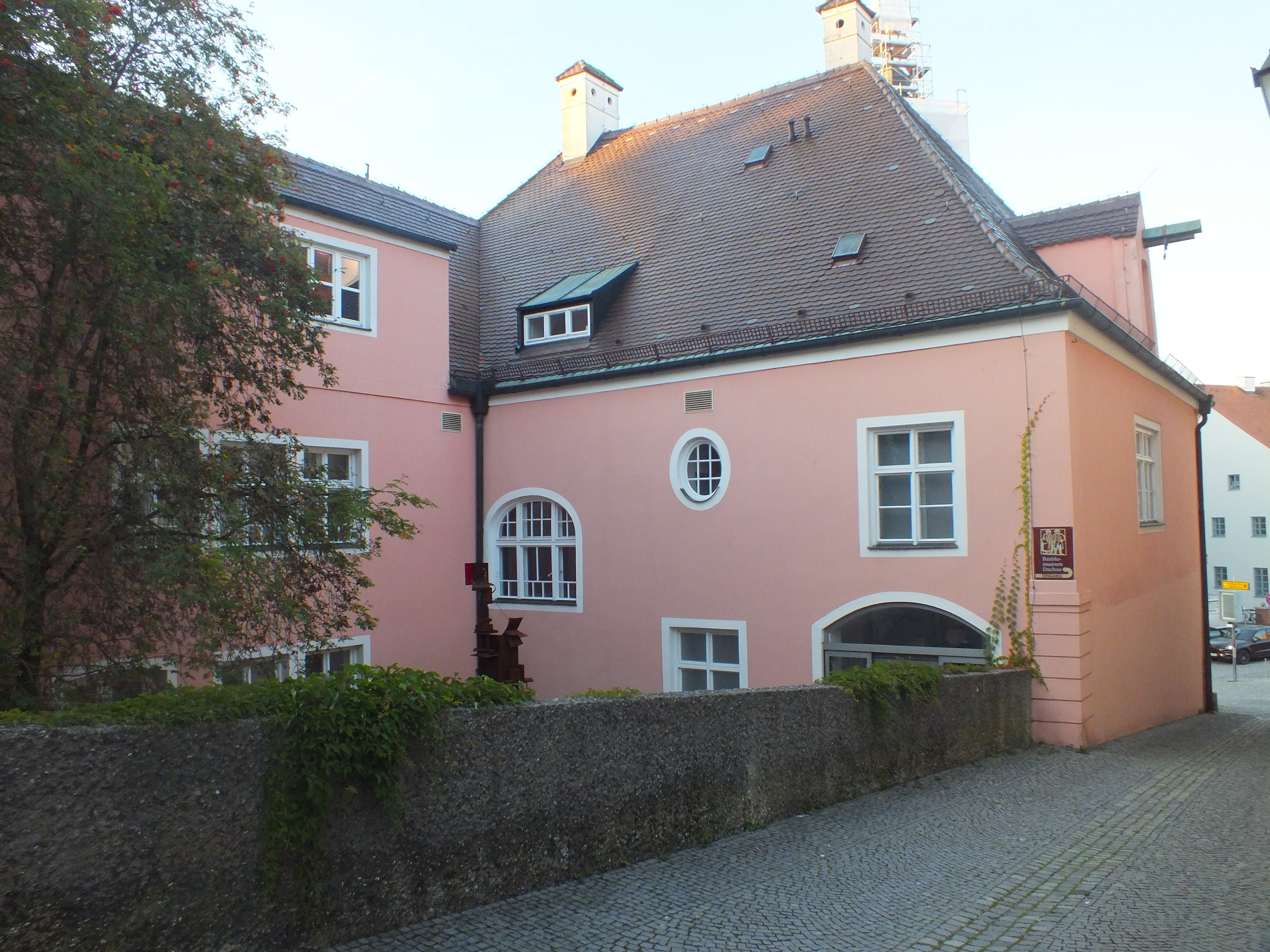
Particolare dell'edificio e del suo cortile

Il museo regionale si trova nel centro storico di Dachau comune della Baviera in Germania. L'esposizione occupa i tre piani dell'edificio con circa 2.000 reperti relativi alla storia culturale e al folklore di Dachau e della regione. Dal punto di vista storico illustra la situazione nella città di mercato intorno al 1700 con attenzione all'artigianato locale. Le sale mostrano gli usi e i costumi della vita rurale nei secoli XVIII e XIX e, tra le altre cose, vi si conservano un carro da camera del 1900 circa col corredo completo della sposa, la riproduzione della facciata di una casa rurale tipica della regione di Dachau, l'allestimento di un soggiorno agricolo e di una camera da letto del periodo. Vi sono dettagli relativi al costume tradizionale di Dachau reso famoso grazie ai quadri della colonia di pittori presente a Dachau nel XIX secolo. Di particolare interesse è l'ampia collezione di amuleti e documenti sul folklore religioso. Oltre alla mostra permanente vengono regolarmente allestite mostre temporanee.